# Primera División C 2018
El campeonato de la Primera División C 2018 del fútbol paraguayo, denominado 70 años del club General Caballero de Campo Grande, fue la vigésimo segunda edición oficial de la Primera División C como Cuarta División, organizado por la Asociación Paraguaya de Fútbol. El campeonato inició el 15 de abril de 2018. Los actos inaugurales se realizaron en el Estadio 26 de Febrero, cuando el club General Caballero CG recibió y derrotó al club Pinozá por el marcador de 2 a 0.
Finalmente fueron 12 los equipos que compitieron en el campeonato. Originalmente el campeonato contaría con 13 clubes participantes, hasta se elaboró el calendario con esa cantidad, pero el club Cerro Corá fue excluido del campeonato, ya que su licencia fue suspendida por la Asociación Paraguaya de Fútbol.
En la fecha 21 el club Tembetary logró su ascenso en forma anticipada y en la última fecha se consagró campeón. Así mismo en la última fecha el club Sportivo Limpeño logró su ascenso como subcampeón. 

## Sistema de competición
Con 12 equipos, el sistema de competición se mantiene al igual que la temporada pasada, es decir a dos ruedas todos contra todos, completando 22 fechas, el campeón y el subcampeón lograrán el ascenso a la Primera División B (tercera división).
La cantidad de equipos para esta temporada son de 12 clubes, ya que se resolvió rechazar por segundo año consecutivo el retorno del club General Caballero SF, institución que terminó en la última posición en la temporada 2015 y que tras su desprogramación debería haber retornado para la temporada pasada.

## Producto de la clasificación
- El torneo coronará al 22º campeón en la historia de la Primera División C.

- Tanto el campeón y el subcampeón obtendrán directamente su ascenso a la Tercera División.

- Desde esta temporada se deja sin efecto la tabla del puntaje promedio, por lo que al último de esta tabla ya no recibirá ningún tipo de castigo.[12]

## Ascensos y descensos
| Ascendidos a Primera División B                        |
| ------------------------------------------------------ |
| Atlántida (Campeón de la Primera División C)           |
| Presidente Hayes (Subcampeón de la Primera División C) |

| Excluido del campeonato |
| ----------------------- |
| Cerro Corá              |

| Descendidos de Primera División B                   |
| --------------------------------------------------- |
| Cerro Corá (Último en la temporada pasada)          |
| Sportivo Limpeño (Penúltimo en la temporada pasada) |

## Equipos participantes
| Equipo               | Fundación             | Ciudad               | Estadio                 | Capacidad |
| -------------------- | --------------------- | -------------------- | ----------------------- | --------- |
| 1° de Marzo          | 1 de marzo de 1963    | Fernando de la Mora  | 1° de Marzo             | 2000      |
| 12 de Octubre SD     | 12 de octubre de 1922 | Asunción             | Rafael Giménez          | 2000      |
| Sport Colonial       | 18 de enero de 1948   | Asunción             | Celestino Mongelós      | 600       |
| Humaitá              | 19 de febrero de 1932 | Mariano Roque Alonso | Pioneros de Corumba Cué | 7000      |
| Juventud             | 28 de agosto de 1920  | Asunción             | Juventud                | 2000      |
| General Caballero CG | 10 de febrero de 1948 | Luque                | 26 de Febrero           | 1000      |
| Oriental             | 12 de marzo de 1912   | Asunción             | Oriental                | 1800      |
| Pinozá               | 11 de enero de 1922   | Asunción             | Alfredo Stroessner      | 80        |
| Sportivo Limpeño     | 16 de julio de 1914   | Limpio               | Optaciano Gómez         | 1800      |
| Silvio Pettirossi    | 11 de marzo de 1926   | Asunción             | Bernabé Pedrozo         | 4000      |
| Tembetary            | 3 de agosto de 1912   | Villa Elisa          | Complejo Maracaná       | -         |
| Valois Rivarola      | 12 de julio de 1936   | Asunción             | Gregorio Sarubbi        | 500       |

### Distribución geográfica de los equipos
| Departamento         | # | Clubes |
| -------------------- | - | --- |
| Distrito Capital     | 8 | 12 de Octubre SD, Colonial, Juventud, Oriental, Pinozá, Silvio Pettirossi, Tembetary, Valois Rivarola             |
| Departamento Central | 4 | Humaitá (Mariano Roque Alonso); General Caballero CG (Luque); 1° de Marzo (Fernando de la Mora); Limpeño (Limpio) |

## Clasificación
Actualizado el 30 de septiembre de 2018.
| Pos | Equipo               | PJ | G  | E  | P  | GF | GC | S   | Pts |
| --- | -------------------- | -- | -- | -- | -- | -- | -- | --- | --- |
| 1º  | Tembetary            | 22 | 15 | 3  | 4  | 56 | 20 | 36  | 48  |
| 2º  | Sportivo Limpeño(*)  | 22 | 13 | 6  | 3  | 38 | 21 | 17  | 47  |
| 3º  | Sport Colonial(*)    | 22 | 15 | 1  | 6  | 38 | 27 | 11  | 45  |
| 4º  | Oriental             | 22 | 12 | 5  | 5  | 37 | 25 | 12  | 41  |
| 5º  | Humaitá              | 22 | 10 | 6  | 6  | 33 | 28 | 5   | 36  |
| 6º  | General Caballero CG | 22 | 8  | 5  | 9  | 31 | 32 | -1  | 29  |
| 7°  | 1° de Marzo          | 22 | 7  | 5  | 10 | 36 | 42 | -6  | 26  |
| 8º  | 12 de Octubre SD     | 22 | 7  | 4  | 11 | 26 | 37 | -11 | 25  |
| 9º  | Juventud             | 22 | 4  | 10 | 8  | 23 | 31 | -8  | 22  |
| 10º | Silvio Pettirossi    | 22 | 5  | 7  | 10 | 22 | 33 | -11 | 22  |
| 11º | Valois Rivarola      | 22 | 2  | 7  | 13 | 26 | 48 | -22 | 13  |
| 12º | Pinozá               | 22 | 3  | 3  | 16 | 19 | 41 | -22 | 12  |

|  | Ascendidos a Tercera División. |

## Campeón
| Tembetary 1º título |

## Resultados
| General Caballero CG | 2 - 0 | Pinozá          | 26 de Febrero           | 15 de abril |
| Sportivo Limpeño     | 1 - 1 | Sport Colonial  | Optaciano Gómez         | 21 de abril |
| Tembetary            | 3 - 1 | Valois Rivarola | Complejo Maracaná       | 21 de abril |
| Silvio Pettirossi    | 3 - 3 | Juventud        | Bernabé Pedrozo         | 21 de abril |
| 12 de Octubre SD     | 1 - 1 | 1º de Marzo     | Rafael Giménez          | 21 de abril |
| Humaitá              | 3 - 1 | Oriental        | Pioneros de Corumba Cué | 21 de abril |

| Oriental        | 1 - 0 | Pinozá               | Bernabé Pedrozo         | 28 de abril |
| Humaitá         | 2 - 2 | Limpeño              | Pioneros de Corumba Cué | 28 de abril |
| 1º de Marzo     | 3 - 0 | General Caballero CG | 1° de Marzo             | 29 de abril |
| Juventud        | 0 - 0 | 12 de Octubre SD     | Juventud                | 29 de abril |
| Valois Rivarola | 0 - 2 | Silvio Pettirossi    | Gregorio Sarubbi        | 29 de abril |
| Sport Colonial  | 0 - 3 | Tembetary            | Adrián Jara             | 29 de abril |

| Tembetary            | 2 - 0 | Humaitá         | Complejo Maracaná       | 5 de mayo |
| Limpeño              | 2 - 0 | Oriental        | Pioneros de Corumba Cué | 5 de mayo |
| Silvio Pettirossi    | 1 - 2 | Sport Colonial  | Bernabé Pedrozo         | 5 de mayo |
| General Caballero CG | 2 - 1 | Juventud        | 26 de Febrero           | 5 de mayo |
| Pinozá               | 2 - 5 | 1º de Marzo     | Parque Fulgencio Yegros | 6 de mayo |
| 12 de Octubre SD     | 0 - 0 | Valois Rivarola | Rafael Giménez          | 6 de mayo |

| Limpeño         | 1 - 2 | Tembetary            | Optaciano Gómez         | 12 de mayo |
| Oriental        | 1 - 1 | 1º de Marzo          | Oriental                | 13 de mayo |
| Sport Colonial  | 2 - 1 | 12 de Octubre SD     | Bernabé Pedrozo         | 13 de mayo |
| Humaitá         | 2 - 2 | Silvio Pettirossi    | Pioneros de Corumba Cué | 13 de mayo |
| Valois Rivarola | 1 - 1 | General Caballero CG | Gregorio Sarubbi        | 13 de mayo |
| Juventud        | 2 - 0 | Pinozá               | Juventud                | 13 de mayo |

| Silvio Pettirossi    | 1 - 1 | Limpeño         | Bernabé Pedrozo     | 19 de mayo |
| 12 de Octubre SD     | 0 - 2 | Humaitá         | Rafael Giménez      | 19 de mayo |
| Tembetary            | 0 - 2 | Oriental        | Hugo Bogado Vaceque | 19 de mayo |
| General Caballero CG | 2 - 3 | Sport Colonial  | 26 de Febrero       | 20 de mayo |
| Pinozá               | 2 - 2 | Valois Rivarola | Rafael Giménez      | 20 de mayo |
| 1º de Marzo          | 0 - 0 | Juventud        | 1° de Marzo         | 20 de mayo |

| Limpeño         | 2 - 1 | 12 de Octubre SD     | Optaciano Gómez         | 26 de mayo |
| Tembetary       | 3 - 0 | Silvio Pettirossi    | Complejo Maracaná       | 26 de mayo |
| Valois Rivarola | 2 - 1 | 1º de Marzo          | Gregorio Sarubbi        | 27 de mayo |
| Sport Colonial  | 2 - 0 | Pinozá               | Bernabé Pedrozo         | 27 de mayo |
| Humaitá         | 0 - 4 | General Caballero CG | Pioneros de Corumba Cué | 27 de mayo |
| Oriental        | 5 - 2 | Juventud             | Oriental                | 27 de mayo |

| Silvio Pettirossi    | 1 - 1 | Oriental        | Bernabé Pedrozo | 2 de junio  |
| 12 de Octubre SD     | 0 - 2 | Tembetary       | Rafael Giménez  | 3 de junio  |
| General Caballero CG | 1 - 2 | Limpeño         | 26 de Febrero   | 3 de junio  |
| 1º de Marzo          | 1 - 2 | Sport Colonial  | 1° de Marzo     | 3 de junio  |
| Juventud             | 1 - 1 | Valois Rivarola | Juventud        | 3 de junio  |
| Pinozá               | 3 - 1 | Humaitá         | Bernabé Pedrozo | 13 de junio |

| Limpeño           | 2 - 1 | Pinozá               | Optaciano Gómez         | 9 de junio  |
| Silvio Pettirossi | 1 - 3 | 12 de Octubre SD     | Bernabé Pedrozo         | 9 de junio  |
| Sport Colonial    | 1 - 0 | Juventud             | Bernabé Pedrozo         | 10 de junio |
| Humaitá           | 4 - 0 | 1º de Marzo          | Pioneros de Corumba Cué | 10 de junio |
| Tembetary         | 5 - 0 | General Caballero CG | Complejo Maracaná       | 10 de junio |
| Oriental          | 2 - 1 | Valois Rivarola      | Oriental                | 10 de junio |

| Pinozá               | 3 - 2 | Tembetary         | Bernabé Pedrozo  | 16 de junio |
| Valois Rivarola      | 1 - 3 | Sport Colonial    | Gregorio Sarubbi | 16 de junio |
| General Caballero CG | 2 - 0 | Silvio Pettirossi | 26 de Febrero    | 16 de junio |
| 12 de Octubre SD     | 1 - 1 | Oriental          | Rafael Giménez   | 16 de junio |
| 1º de Marzo          | 2 - 1 | Limpeño           | 1° de Marzo      | 17 de junio |
| Juventud             | 2 - 2 | Humaitá           | Juventud         | 17 de junio |

| Humaitá           | 3 - 2 | Valois Rivarola      | Pioneros de Corumba Cué | 23 de junio |
| Limpeño           | 1 - 1 | Juventud             | Optaciano Gómez         | 23 de junio |
| Tembetary         | 5 - 2 | 1º de Marzo          | Complejo Maracaná       | 23 de junio |
| Oriental          | 2 - 1 | Sport Colonial       | Oriental                | 23 de junio |
| Silvio Pettirossi | 1 - 0 | Pinozá               | Bernabé Pedrozo         | 23 de junio |
| 12 de Octubre SD  | 1 - 3 | General Caballero CG | Rafael Giménez          | 23 de junio |

| Valois Rivarola      | 1 - 5 | Limpeño           | Gregorio Sarubbi | 30 de junio |
| General Caballero CG | 1 - 2 | Oriental          | 26 de Febrero    | 30 de junio |
| Pinozá               | 1 - 3 | 12 de Octubre SD  | Bernabé Pedrozo  | 30 de junio |
| Sport Colonial       | 1 - 3 | Humaitá           | Bernabé Pedrozo  | 1 de julio  |
| Juventud             | 1 - 1 | Tembetary         | Juventud         | 1 de julio  |
| 1º de Marzo          | 4 - 1 | Silvio Pettirossi | 1° de Marzo      | 1 de julio  |

| Pinozá          | 2 - 1 | General Caballero CG | Parque Fulgencio Yegros | 22 de julio |
| Sport Colonial  | 0 - 1 | Limpeño              | Bernabé Pedrozo         | 22 de julio |
| Valois Rivarola | 2 - 2 | Tembetary            | Gregorio Sarubbi        | 22 de julio |
| Juventud        | 1 - 1 | Silvio Pettirossi    | Juventud                | 22 de julio |
| 1º de Marzo     | 3 - 4 | 12 de Octubre SD     | 1° de Marzo             | 22 de julio |
| Oriental        | 1 - 0 | Humaitá              | Oriental                | 25 de julio |

| Pinozá               | 0 - 1 | Oriental        | José Tomás Silva  | 28 de julio |
| Silvio Pettirossi    | 2 - 1 | Valois Rivarola | Bernabé Pedrozo   | 28 de julio |
| Tembetary            | 4 - 2 | Sport Colonial  | Complejo Maracaná | 28 de julio |
| Limpeño              | 2 - 1 | Humaitá         | Optaciano Gómez   | 28 de julio |
| 12 de Octubre SD     | 0 - 1 | Juventud        | Rafael Giménez    | 29 de julio |
| General Caballero CG | 2 - 1 | 1º de Marzo     | 26 de Febrero     | 29 de julio |

| Humaitá         | 1 - 0 | Tembetary            | Pioneros de Corumba Cué | 4 de agosto |
| Sport Colonial  | 2 - 1 | Silvio Pettirossi    | Rafael Giménez          | 4 de agosto |
| Oriental        | 3 - 0 | Limpeño              | Oriental                | 4 de agosto |
| Juventud        | 0 - 3 | General Caballero CG | Juventud                | 4 de agosto |
| Valois Rivarola | 2 - 3 | 12 de Octubre SD     | Gregorio Sarubbi        | 5 de agosto |
| 1º de Marzo     | 1 - 1 | Pinozá               | 1° de Marzo             | 5 de agosto |

| Pinozá               | 1 - 2 | Juventud        | Juan B. Ruiz Díaz | 11 de agosto |
| Silvio Pettirossi    | 0 - 0 | Humaitá         | Bernabé Pedrozo   | 11 de agosto |
| Tembetary            | 1 - 2 | Limpeño         | Complejo Maracaná | 11 de agosto |
| General Caballero CG | 1 - 1 | Valois Rivarola | 26 de Febrero     | 12 de agosto |
| 12 de Octubre SD     | 2 - 0 | Sport Colonial  | Rafael Giménez    | 12 de agosto |
| 1º de Marzo          | 1 - 0 | Oriental        | 1° de Marzo       | 12 de agosto |

| Humaitá         | 1 - 0 | 12 de Octubre SD     | Pioneros de Corumba Cué | 18 de agosto |
| Sport Colonial  | 2 - 0 | General Caballero CG | Bernabé Pedrozo         | 18 de agosto |
| Oriental        | 0 - 1 | Tembetary            | Hugo Bogado Vaceque     | 18 de agosto |
| Limpeño         | 1 - 0 | Silvio Pettirossi    | Optaciano Gómez         | 18 de agosto |
| Valois Rivarola | 2 - 1 | Pinozá               | Gregorio Sarubbi        | 18 de agosto |
| Juventud        | 0 - 3 | 1º de Marzo          | Juventud                | 19 de agosto |

| Pinozá               | 0 - 1 | Sport Colonial  | Parque Fulgencio Yegros | 25 de agosto |
| General Caballero CG | 1 - 1 | Humaitá         | 26 de Febrero           | 25 de agosto |
| 12 de Octubre SD     | 1 - 2 | Limpeño         | Rafael Giménez          | 25 de agosto |
| Silvio Pettirossi    | 1 - 2 | Tembetary       | Bernabé Pedrozo         | 25 de agosto |
| 1º de Marzo          | 3 - 2 | Valois Rivarola | 1° de Marzo             | 26 de agosto |
| Juventud             | 0 - 0 | Oriental        | Juventud                | 26 de agosto |

| Oriental        | 3 - 1 | Silvio Pettirossi    | Oriental                | 1 de septiembre  |
| Tembetary       | 6 - 0 | 12 de Octubre SD     | Complejo Maracaná       | 1 de septiembre  |
| Limpeño         | 0 - 0 | General Caballero CG | Optaciano Gómez         | 1 de septiembre  |
| Humaitá         | 2 - 1 | Pinozá               | Pioneros de Corumba Cué | 1 de septiembre  |
| Sport Colonial  | 2 - 0 | 1º de Marzo          | Bernabé Pedrozo         | 2 de septiembre  |
| Valois Rivarola | 1 - 3 | Juventud             | Gregorio Sarubbi        | 12 de septiembre |

| 12 de Octubre SD     | 1 - 0 | Silvio Pettirossi | 26 de Febrero    | 7 de septiembre |
| General Caballero CG | 0 - 3 | Tembetary         | 26 de Febrero    | 8 de septiembre |
| Juventud             | 1 - 2 | Sport Colonial    | Juventud         | 8 de septiembre |
| Pinozá               | 0 - 3 | Limpeño           | 1° de Marzo      | 9 de septiembre |
| 1º de Marzo          | 1 - 3 | Humaitá           | 1° de Marzo      | 9 de septiembre |
| Valois Rivarola      | 1 - 2 | Oriental          | Gregorio Sarubbi | 9 de septiembre |

| Silvio Pettirossi | 1 - 0 | General Caballero CG | Bernabé Pedrozo         | 14 de septiembre |
| Tembetary         | 2 - 0 | Pinozá               | Complejo Maracaná       | 15 de septiembre |
| Oriental          | 4 - 1 | 12 de Octubre SD     | Oriental                | 15 de septiembre |
| Limpeño           | 2 - 2 | 1° de Marzo          | Optaciano Gómez         | 15 de septiembre |
| Humaitá           | 1 - 0 | Juventud             | Pioneros de Corumba Cué | 15 de septiembre |
| Sport Colonial    | 3 - 1 | Valois Rivarola      | Bernabé Pedrozo         | 15 de septiembre |

| Pinozá               | 0 - 0 | Silvio Pettirossi | Rafael Giménez   | 21 de septiembre |
| General Caballero CG | 2 - 0 | 12 de Octubre SD  | 26 de Febrero    | 22 de septiembre |
| Valois Rivarola      | 1 - 1 | Humaitá           | Gregorio Sarubbi | 23 de septiembre |
| Juventud             | 0 - 1 | Limpeño           | Juventud         | 23 de septiembre |
| 1º de Marzo          | 0 - 5 | Tembetary         | 1° de Marzo      | 23 de septiembre |
| Sport Colonial       | 4 - 2 | Oriental          | Bernabé Pedrozo  | 23 de septiembre |

| 12 de Octubre SD  | 3 - 1 | Pinozá               | Rafael Giménez          | 28 de septiembre |
| Silvio Pettirossi | 2 - 1 | 1º de Marzo          | Bernabé Pedrozo         | 28 de septiembre |
| Tembetary         | 2 - 2 | Juventud             | Complejo Maracaná       | 29 de septiembre |
| Limpeño           | 4 - 0 | Valois Rivarola      | Optaciano Gómez         | 29 de septiembre |
| Oriental          | 3 - 3 | General Caballero CG | Oriental                | 29 de septiembre |
| Humaitá           | 0 - 2 | Sport Colonial       | Pioneros de Corumba Cué | 29 de septiembre |